# Distretto di El Carmen (Huancavelica)
Il distretto di El Carmen è uno degli undici distretti della  provincia di Churcampa, in Perù. Si trova nella regione di Huancavelica.